# Comisia Electrotehnică Internațională
Comisia Electrotehnică Internațională (în engleză International Electrotechnical Commission, prescurtat IEC) este o organizație non-profit, non-guvernamentală internațională de standardizare care pregătește și publică standarde internaționale pentru toate tehnologiile electrice, electronice și conexe - cunoscute sub numele de electrotehnică. 
Standardele IEC acoperă o gamă largă de tehnologii de generare a energiei, transport și distribuție, electrocasnice si echipamente de birou, semiconductori, fibră optică, baterii, energia solară, nanotehnologie și energie marină, precum și multe altele. IEC gestionează, de asemenea, trei sisteme globale de evaluare a conformității care certifică conformitatea echipamentelor, sistemelor sau componentelor acestora cu standardele internaționale.
Electrotehnicienii români Remus Răduleț și Constantin Budeanu au activat in cadrul CEI.